# Papa Don't Preach
Papa Don't Preach è una canzone della cantautrice statunitense Madonna, secondo singolo estratto dal suo terzo album in studio True Blue (1986). 
Fu scritta da Brian Elliot e co-prodotta da Madonna, che partecipò alla stesura del testo e alla produzione della canzone, insieme a Stephen Bray. La canzone è stata inserita in una versione leggermente modificata nella compilation The Immaculate Collection (1990) e, nella sua forma originale, nella raccolta Celebration (2009).  
Lo stile musicale della canzone combina musica pop ad uno stile più classico, e il suo testo riguarda il tema della gravidanza adolescenziale e dell'aborto.
Il singolo, pubblicato il 28 giugno 1986 negli Stati Uniti, raggiunse già nella prima settimana di uscita il primo posto in classifica nella Billboard Hot 100, diventando il singolo più venduto dell'anno. Anche in Italia il singolo ha ottenuto il record di vendite, diventando il singolo più venduto del 1986. 
Subito dopo la sua uscita, la canzone causò numerose critiche, principalmente per il contenuto del testo. Alcune organizzazioni femministe e alcuni gruppi di famiglie criticarono Madonna, accusandola di incoraggiare la gravidanza adolescenziale. La canzone provocò il primo conflitto tra Madonna e il Vaticano, con Papa Giovanni Paolo II che invitò i fan italiani della cantante a boicottare le date italiane del Who's That Girl Tour.

## Descrizione
Durante l'autunno del 1985, Madonna iniziò a scrivere e registrare canzoni per il suo terzo album in studio, True Blue. Collaborò nuovamente con Steve Bray e ingaggiò un nuovo collaboratore, Patrick Leonard, che la aiuterà a scrivere otto delle nove canzoni dell'album. Papa Don't Preach fu scritta e composta da Brian Elliot, con l'aggiunta di alcune strofe da parte di Madonna. Papa Don't Preach è una canzone dance-pop scritta in prima persona, che racconta la storia di una ragazza che confessa al padre di essere incinta, e gli dichiara di voler tenere e crescere il bambino («I'm gonna keep my baby» recita Madonna), rifiutando di abortire, o di dare il bambino in adozione, a dispetto di ciò che le amiche le dicono di fare. All'inizio, si rivolge direttamente al padre, pregandolo di parlare con lei come ad una adulta, «You should know by now I 'm not a baby» («Dovresti sapere oramai che non sono più una bambina»). La voce di Madonna assume una maggiore estensione man mano che ci si avvicina al ritornello, diventando quasi un pianto quando canta la parola «Please» («Per favore»). Durante il bridge la canzone presenta un ritmo spagnoleggiante, uno dei primissimi esempi dell'influenza che la musica spagnola ha avuto nello stile musicale di Madonna.
L'uscita del singolo e del video ha causato le critiche dell'associazione abortista statunitense Planned Parenthood, che riteneva controproducente l'esaltare la gravidanza in età adolescenziale. Madonna ha sempre respinto tali critiche, dichiarando che la canzone mira a raccontare l'esperienza di tante ragazze innamorate.

## Accoglienza
Papa Don't Preach fu elogiata dai critici di musica pop. Davitt Sigerson della rivista Rolling Stone, in una recensione dell'album True Blue, ha affermato che il problema del disco è che «manca di canzoni eccezionali», aggiungendo che «solo la magnifica Papa Don't Preach possiede quel ritornello accattivante che le permette di tener testa a Like a Virgin, Material Girl e Dress You Up». Nella recensione del disco, Stephen Thomas Erlewine di AllMusic affermò che «Madonna sta usando la musica per coinvolgere i critici, allo stesso modo in cui sta intrappolando il pubblico di massa, con colpi maestri quali Papa Don't Preach». Sal Cinquemani di Slant Magazine disse che «con canzoni quali Papa Don't Preach, Madonna si è unita a icone degli anni ottanta come Michael Jackson e Prince».

## Il video
Per il video musicale, Madonna mostra un completo cambio di stile. Madonna abbandona il trucco pesante e i gioielli e adotta un look da gamine, che è notoriamente usato per descrivere lo stile usato da Shirley MacLaine o Audrey Hepburn negli anni '50. Nel video, si alternano tre immagini di Madonna: nella prima Madonna ripresa insieme ad alcune coetanee indossa un paio di jeans, una giacca di pelle nera e una maglietta con la scritta: «Italians do it better» («gli italiani lo fanno meglio»); in altre sequenza (specialmente nei ritornelli) Madonna, con capelli ossigenata e ricci in stile "Marilyn", indossa un corsetto nero aderente in stile anni '60 e un paio di pinocchietti neri; in varie altre scene del video Madonna è ritratta mentre cammina per la città con jeans e una maglia a righe orizzontali morbidamente appoggiata sulle forme.
Nel video, diretto dal regista James Foley, Madonna interpreta un'adolescente che vive da sola con il padre (interpretato dall'attore italo-americano Danny Aiello) e che, rimasta incinta dopo un rapporto sessuale con l'uomo che ama (interpretato dall'attore Alex McArthur), decide di dirlo al genitore cercando di ottenere la sua approvazione. Il video è stato girato a Staten Island, New York e a Manhattan. Staten Island è stato scelto sotto suggerimento di Foley, dato che era il luogo dove lui era cresciuto: «Noi avevamo parlato di voler girare il video in un ambiente della classe operaia, perché fino a quel momento lei aveva girato Material Girl e Like a Virgin con un'atmosfera di stile. Madonna voleva fare qualcosa un poco più terreno e drammatico».
Georges-Claude Guilbert, autore del libro Madonna as Postmodern Myth, ha comparato l'aspetto di Madonna nel video come una «combinazione di Marilyn Monroe, Jean Seberg e Kim Novak». Inoltre, lo studioso ha aggiunto che ha trovato difficile credere che «Madonna non fosse consapevole della polemica che una tale canzone e un tale video avrebbero causato. Con una canzone e un video di questo genere, ha sbattuto in faccia all'America l'immagine di un paese devastato dal dibattito sull'aborto, che era lontano dall'essere risolto».
Il video è stato premiato ai World Music Video Awards del 1987 come video più popolare d'America e miglior video del mondo, agli American Music Awards  dello stesso anno come miglior video e migliore performance femminile. Agli MTV Video Music Awards è stato premiato come miglior video di un'artista femminile ed è stato nominato nelle categorie Best Overall Performance e Best Cinematography.

## Esecuzioni dal vivo

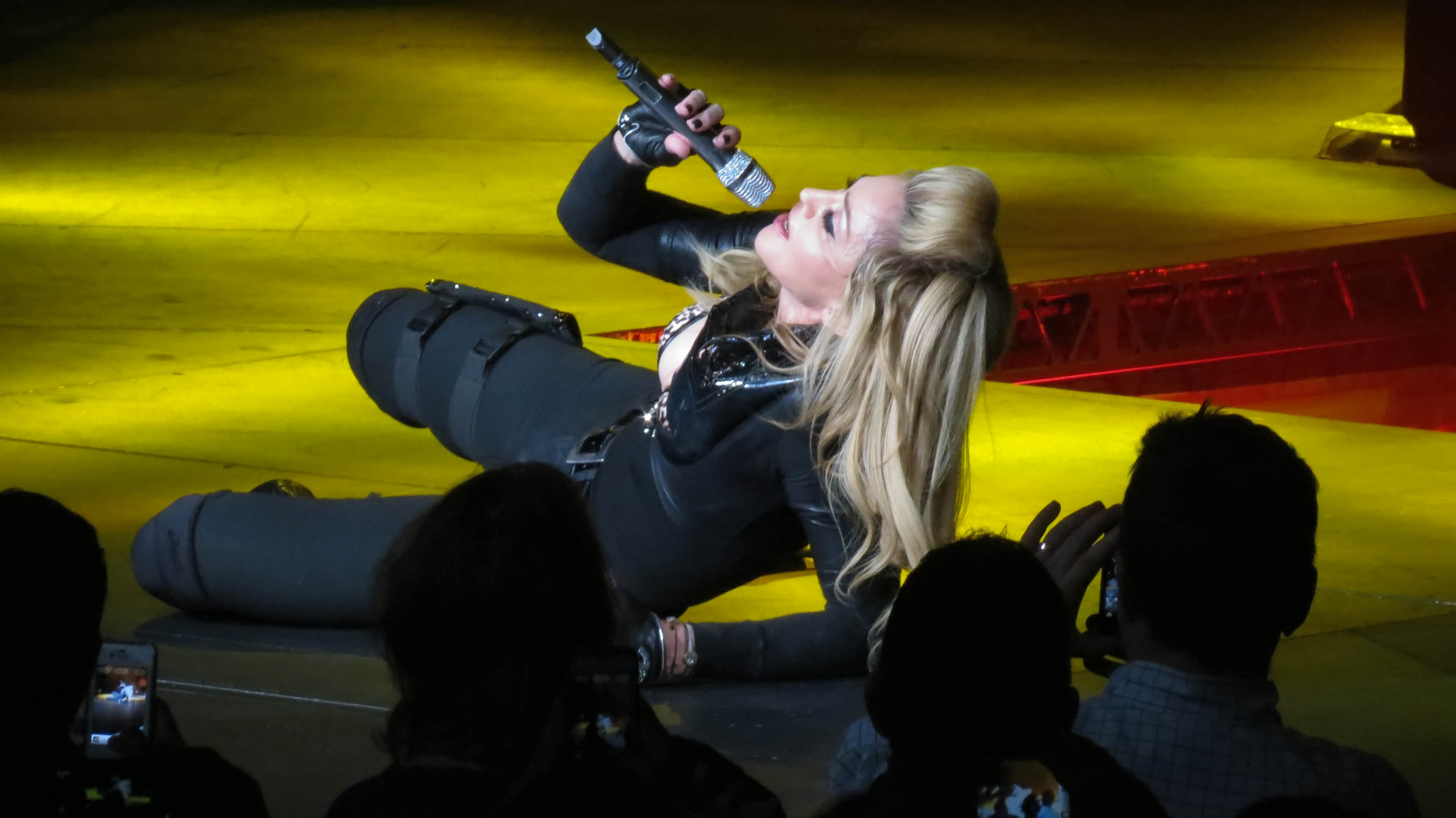
Madonna mentre canta Papa Don't Preach al MDNA Tour del 2012

- Madonna ha eseguito la canzone in cinque dei suoi tour. La cantante ha eseguito per la prima volta la canzone nel 1987, durante il Who's That Girl Tour (1987), nella quale Madonna ballava nel palco indossando un vestito bianco ideato da Marlene Stewart[19] e una giacca di pelle nera, simile a quella che lei aveva usato per il videoclip della canzone. Nello schermo alle spalle del palco si mostravano le immagini di Papa Giovanni Paolo II, e dell'allora presidente americano Ronald Reagan, a fianco di alcune scene del film The Nightmare di John Perry III[20]. L'esibizione finiva con le parole «Safe Sex» («sesso sicuro») nello schermo[21]. Madonna dedicò la canzone al papa, aprendo il primo conflitto con il Vaticano, quando Papa Giovanni Paolo II incoraggiò i fans italiani a boicottare i concerti italiani[22][23].
- Tre anni dopo, Madonna eseguì Papa Don't Preach nel Blond Ambition Tour (1990). Durante l'esibizione, nella cui scenografia risaltano immagini cattoliche e candele votive, Madonna indossava un caffettano nero fatto di chiffon, e ballava accompagnata da sei ballerini.
- Nel 2004 Madonna eseguì Papa Don't Preach nel Re-Invention Tour (2004), indossando un kilt scozzese e una maglietta con scritto «Kabbalists do it Better» nella maggior parte degli spettacoli, e «Brits do it Better» o «Irish do it Better», durante i concerti nel Regno Unito e in Irlanda[24].
- Madonna ha eseguito una breve versione di Papa Don't Preach nel MDNA Tour (2012), indossando un vestito nero attillato, e cantando la canzone strisciando e gattonando per il palco. Verso la fine della canzone, diversi ballerini con addosso abiti militari e maschere di animali, la accerchiano e la legano, portandola verso il palco principale, dando inizio alla canzone successiva, Hung Up[25].
- Madonna ha eseguito una versione acustica del brano durante il Madame X Tour (2019-2020). L'esibizione si distingue per il cambio del testo da “I’m gonna keep my baby” a “I’m not gonna keep my baby” (non terrò il mio bambino). La cantante quindi allinea la canzone alle recenti lotte in favore alla legge sull’aborto.

## Tracce
45 giri - Stati Uniti, Canada, Italia (Sire – 9 28660-7)
1. Papa Don't Preach (LP Version) – 4:27
2. Pretender (LP Version) – 4:28

45 giri - Regno Unito (Sire – W 8636)
1. Papa Don't Preach (LP Version) – 4:27
2. Ain't No Big Deal – 4:12

45 giri - Giappone (Sire – P-2130)
1. Papa Don't Preach (Edit Version) – 3:47
2. Think of Me (LP Version) – 4:54

12" maxi singolo - Stati Uniti (Sire – 0-20492)
1. Papa Don't Preach (Extended Version) – 5:43
2. Pretender (LP Version) – 4:28

12" maxi singolo - Italia (Sire – 92 0503-0)
1. Papa Don't Preach (Extended Version) – 5:43
2. Ain't No Big Deal – 4:12
3. Papa Don't Preach (LP Version) – 4:27

12" maxi singolo - Regno Unito (Sire – 920 503-0)
1. Papa Don't Preach (Extended Version) – 5:43
2. Papa Don't Preach (LP Version) – 4:27
3. Ain't No Big Deal – 4:12

12" maxi singolo - Giappone (Sire – 920 503-0)
1. Papa Don't Preach (Extended Version) – 5:43
2. Think of Me – 4:54

12" maxi singolo - Australia (Sire – 0-20492)
1. Papa Don't Preach (Extended Remix) – 5:43
2. Pretender (LP Version) – 4:28

CD singolo (1995) - Europa (7599 20503-2)
1. Papa Don't Preach (Extended Version) – 5:45
2. Ain't No Big Deal (LP Version) – 4:12
3. Papa Don't Preach – 4:27

Video CD - Stati Uniti, Regno Unito (9 25681-2), Giappone (24P6-0501)
1. Papa Don't Preach (7" Version) – 4:27
2. Papa Don't Preach (Extended Version) – 5:43
3. Pretender (LP Version) – 4:28
4. Papa Don't Preach (Video) – 5:00

### Versioni ufficiali
1. LP Version (o Album Version o 7" Version)
2. Edit (o Edit Version)
3. Extended Version (o Extended Remix)
4. Shep Pettibone & Goh Hotoda Mix (Versione di The Immaculate Collection o Q-Sound Version)

## Altre versioni
Nel 2002 la cantante inglese Kelly Osbourne, figlia di Ozzy, ha debuttato sulla scena musicale con una cover in stile hard rock di Papa Don't Preach, con la colllaborazione del gruppo alternative metal statunitense Incubus.

## Classifiche
| Classifica (1986) | Posizione massima |
| ----------------- | ----------------- |
| Australia         | 1                 |
| Austria           | 1                 |
| Belgio            | 1                 |
| Canada            | 1                 |
| Francia           | 3                 |
| Germania          | 2                 |
| Irlanda           | 1                 |
| Italia            | 1                 |
| Norvegia          | 1                 |
| Nuova Zelanda     | 3                 |
| Paesi Bassi       | 1                 |
| Regno Unito       | 1                 |
| Sudafrica         | 4                 |
| Svezia            | 6                 |
| Svizzera          | 2                 |
| Stati Uniti       | 1                 |

### Classifiche di fine anno
| Classifiche (1986) | Posizione |
| ------------------ | --------- |
| Austria            | 21        |
| Belgio             | 6         |
| Canada             | 13        |
| Paesi Bassi        | 13        |
| Italia             | 1         |
| Svizzera           | 14        |
| Stati Uniti        | 29        |